# Область определения функции

График функции f(x) = √x, область определения которой — все неотрицательные числа

Область определения  — множество, на котором задаётся функция. В каждой точке этого множества значение функции должно быть определено.

## Определение
Если на множестве {\displaystyle X} задана функция, которая отображает множество {\displaystyle X} в другое множество, то множество {\displaystyle X} называется областью определения или областью задания функции.
Более формально, если задана функция {\displaystyle f}, которая отображает множество {\displaystyle X} в {\displaystyle Y}, то есть: {\displaystyle f\colon X\to Y}, то множество {\displaystyle X} называется областью определения или областью задания функции {\displaystyle f} и обозначается {\displaystyle D(f)} или {\displaystyle \mathrm {dom} \,f} (от англ. domain — «область»).
Иногда рассматриваются и функции, определённые на подмножестве {\displaystyle D} некоторого множества {\displaystyle X}. В этом случае множество {\displaystyle X} называется областью отправления функции {\displaystyle f}.

## Примеры
Наиболее наглядные примеры областей определения доставляют числовые функции. Мера и функционал также доставляют важные в приложениях виды областей определения.

### Числовые функции
Числовые функции — это функции, относящиеся к следующим двум классам:
- вещественнозначные функции вещественного переменного — это функции вида {\displaystyle f\colon \mathbb {R} \to \mathbb {R} };
- а также комплекснозначные функции комплексного переменного вида {\displaystyle f\colon \mathbb {C} \to \mathbb {C} },

где {\displaystyle \mathbb {R} } и {\displaystyle \mathbb {C} } — множества вещественных и комплексных чисел соответственно.

#### Тождественное отображение
Область определения функции {\displaystyle f(x)=x} совпадает с областью отправления ({\displaystyle \mathbb {R} } или {\displaystyle \mathbb {C} }).

#### Гармоническая функция
Область определения функции {\displaystyle f(x)=1/x} представляет собой комплексную плоскость без нуля:
{\displaystyle \mathrm {dom} \,f=\mathbb {C} \setminus \{0\}},
поскольку формула не задаёт значение функции в нуле каким-нибудь числом.

#### Дробно-рациональные функции
Область определения функции вида
{\displaystyle f(x)={\frac {a_{0}+a_{1}x+\dots +a_{m}x^{m}}{b_{0}+b_{1}x+\dots +b_{n}x^{n}}}}
представляет собой вещественную прямую или комплексную плоскость за исключением конечного числа точек, которые являются решениями уравнения
{\displaystyle b_{0}+b_{1}x+\dots +b_{n}x^{n}=0}.
Эти точки называются полюсами функции {\displaystyle f}.
Так, функция {\displaystyle f(x)={\frac {2x}{x^{2}-4}}} определена во всех точках, где знаменатель не обращается в ноль, то есть, где {\displaystyle x^{2}-4\neq 0}. Таким образом {\displaystyle \mathrm {dom} \,f} является множеством всех действительных (или комплексных) чисел кроме 2 и −2.

### Мера
Если каждая точка области определения функции — это некоторое множество, например, подмножество заданного множества, то говорят, задана функция множества.
Мера — пример такой функции, где в качестве области определения функции (меры) выступает некоторая совокупность подмножеств заданного множества, являющееся, например, кольцом или полукольцом множеств.
Например, определённый интеграл представляет собой функцию ориентированного промежутка.

### Функционал
Пусть {\displaystyle \mathbb {F} =\{f\mid f\colon X\to \mathbb {R} \}} — семейство отображений из множества {\displaystyle X} в множество {\displaystyle \mathbb {R} }. Тогда можно определить отображение вида {\displaystyle F\colon \mathbb {F} \to \mathbb {R} }. Такое отображение называется функционалом.
Если, например, фиксировать некоторую точку {\displaystyle x_{0}\in ~X}, то можно определить функцию {\displaystyle F(f)=f(x_{0})}, которая принимает в «точке» {\displaystyle f} то же значение, что и сама функция {\displaystyle f} в точке {\displaystyle x_{0}}.